# Анти-NMDA енцефаліт
Анти-NMDA енцефаліт, також відомий як аутоімунний енцефаліт, спричинений антитілами до NMDA-рецепторів — гостра форма запального процесу в головному мозку людини, що може призвести до летальних наслідків, але має високу ймовірність виліковування при призначені відповідної терапії.
Спричинений атакуванням імунною системою, в першу чергу орієнтованих на NR1 субодиниці NMDA-рецепторів (N-метил-D-аспартат — рецепторів). Цей стан пов'язаний з пухлинами, переважно тератомами яєчника. Однак, багато випадків не пов'язані з пухлиною.

## Клінічні ознаки
До початку розвитку симптомокомплексу, який є специфічним для анти-NMDA енцефаліту, у людей можуть спостерігатися продромальні симптоми, що включають головний біль, загальну слабкість, біль у м'язах, підвищення температури або симптоми, схожі на ГРВІ. Ці симптоми можуть бути присутніми протягом декількох тижнів або місяців до початку захворювання. Після продромальних симптомів, хвороба прогресує з різною швидкістю, і у пацієнтів можуть спостерігатися різні неврологічні симптоми. Під час початкової стадії захворювання, симптоми можуть трохи відрізнятися між дітьми і дорослими. Однак, зміни у поведінці є поширеним першим симптомом в обох групах. Ці зміни часто включають збудження, параною, психоз та агресивну поведінку. Інші загальні прояви включають в себе судомні напади і дивніі рухи, в основному губ і рота, у тому числі і руху ніг по типу нажимання на педалі й рухи рук, що нагадують гру на фортепіано. Деякі інші симптоми, характерні при початку захворювання, включають порушення когнітивної функції, зниження пам'яті та мовні розлади (в тому числі афазія, персеверація або мутизм).
Симптоми часто проявляються психіатричними змінами, що утруднює диференційну діагностику. У багатьох випадках це призводить до того, що захворювання залишається не діагностованим. У міру прогресування захворювання, симптоми потребують невідкладної медичної допомоги і часто включають вегетативні розлади, гіповентиляцію, мозочкову атаксію, втрату чутливості на одній стороні тіла, втрату свідомості, або кататонію. Під час цієї гострої фази, більшість пацієнтів потребують лікування у відділенні інтенсивної терапії для стабілізації дихання, серцевого ритму та артеріального тиску.[джерело?] Однією відмінною особливістю анти-NMDA- енцефаліту є одночасна наявність багатьох з перерахованих вище симптомів. Більшість пацієнтів відчувають не менше чотирьох симптомів, багато відчувають шість або сім симптомів протягом захворювання.

## Патофізіологія
Даний стан обумовлений автоантитілами, що атакують NMDA-рецептори в головному мозку. Вони можуть бути продуковані шляхом перехресної реактивності з NMDA-рецепторами в тератомах, які містять багато типів клітин, включаючи клітини мозку, і при цьому наяне вікно, в якому може статися зрив імунологічної толерантності. У пацієнтів, які не мають пухлин, підозрюються інші аутоімунні механізми. Хоча точна патофізіологія хвороби підлягає дискусії, емпірична оцінка походження анти-NMDA-антитіл в сироватці та цереброспінальній рідині призводить до розгляду двох можливих механізмів.
Кілька простих спостережень можуть показати ці механізми. Антитіла до NMDA-рецепторів в сироватці крові мають значно вищу концентрацію, ніж у  спинномозковій рідині, в середньому в десять разів вище. Це свідчить про те, що продукція антитіл є більше системною, ніж такою, що виникає в головному мозку чи спинномозковій рідині. Коли концентрація є нормалізованою для загального IgG, відмічається інтратекальний синтез. Це означає, що у спинномозковій рідині є більше антитіл до NMDA-рецепторів, ніж можна було очікувати, виходячи з передбачуваної кількості загальних IgG.
1. Пасивний доступ передбачає дифузію антитіл з крові через патологічно пошкоджений гематоенцефалічний бар'єр (ГЕБ).[7] Цей клітинний фільтр, щ о відділяє нервову систему від кровоносної, в нормі запобігає прониканню молекул більш великого розміру до головного мозку. Був запропонований цілий ряд різноманітних причин, що зумовлюють порушення цілісністі ГЕБ, з найбільш ймовірним варіантом виникнення гострого запального процесу в нервовій системі. Так само, як при залученні кортикотропного-рилізинг гормону до тучних клітин, при гострому стресі виникає полегшене проникнення через гемато-енцефалічний бар'єр. Також можливо, що автомона дисфункція, яка виникає у більшості пацієнтів на пізніх стадіях, допомагає антитілам проникнуйти через ГЕБ. Наприклад, збільшення артеріального тиску пришвидшить перехід більших протеїнів, таких як антитіла, до позасудинного простору в спинномозкову рідину.
2. Інтратекальна продукція (вироблення антитіл в інтратекальному просторі) — також можливий механізм. Далмау і співавт. показав, що у 53 з 58 хворих у яких принаймні частково зберігся ГЕБ, мають високу концентрацію антитіл у спинномозковій рідині. Крім того, циклофосфамід та ритуксимаб,[8] препарати, що застосовуються для усунення дисфункціональних імунних клітин, показали успішність, як препарати другої лінії лікування при неефективній імунотерапії препаратами першої лінії.[9] Вони знищують надлишкові антитіло-продукуючі клітин в текальному мішку, таким чином, полегшуючи симптоми.

Більш глибокий аналіз процесів, пов'язаних з наявністю антитіл в спинномозковій рідині натякає на поєднання цих двох механізмів у тандемі.

### Антитіла до NMDA-рецепторів
Після того, як антитіла проникли в спинно-мозкову рідину, вони зв'язують субодиниці NR1 NMDA-рецепторів. Є три можливих методи, при яких виникають нейрональні ушкодження.
1. Зниження щільності NMDA рецепторів на постсинаптичній мембрані внаслідок інтерналізації рецептора, як тільки зв'язується антитіло. Це залежить від перехресного зв'язування антитіл.
2. Прямий антагонізм NMDA-рецептора з антитілом, схожий за дією з типовими фармакологічними блокаторами рецепторів, таких як фенциклідин і кетамін.
3. Набір каскаду комплементу по класичному шляху (взаємодія антитіло-антиген). Мембранно атакуючий комплекс (Мак) є одним з кінцевих продуктів цього каскаду[10] і може вставлятись в нейронах як молекулярний барель, дозволяючи воді увійти. Клітини згодом підлягають лізису. Зокрема, цей механізм малоймовірний, оскільки він зумовлює смерть клітини, що проиречить з сучасними доказаними.

## Діагноз
В першу чергу це високий рівень клінічного запідозрення, особливо у осіб молодого віку, що проявляють нетипову поведінку, а також при наявності у них вегетативної нестабільності Людина може мати зміни на рівні сприйняття і судоми також на ранніх стадіях захворювання. Клінічне обстеження може виявити марення і галюцинації.

## Подальші дії
У людей, в яких знайшли пухлину, довготривалий прогноз переважно кращий і шанс на рецидив є значно нижчим. Це обумовлене тим, що пухлина може бути видаленою хірургічним методом, таким чином усувається осередок утворення автоантитіл. В загальному рахується що ранній діагноз і агресивна терапія покращують стан пацієнта, але не можна знати напевне до проведення рандомінізованих контрольованих досліджень. Враховуючи, що більшість пацієнтів спочатку оглядаються психіатрами, вкрай важливо, щоб всі лікарі (особливо психіатри) зауважували, що анти-NMDA енцефаліт може бути причиною гострого психозу у хворих молодого віку без попередніх випадків психоневрологічних розладів.
При визначенні пухлини, її видалення повинно проводитись в поєднанні з імунотерапією першої лінії. Це включає стероїди, введення імуноглобулів внутрішньовенно і плазмафарез для фізичного видалення автоантитіл. Дослідження 577 пацієнтів показало, що через 4 тижні стан близько половини пацієнтів покращується після отримання першої лінії терапії.
- Друга лінія імунотерапії включає в себе ритуксимаб, моноклональне антитіло, націлене на CD20 рецептор на поверхні B-клітини, тим самим руйнуючи самореактивні B-клітини. Циклофосфамід, алкілуючий агент, що перехресно зв'язує ДНК і використовується для лікування як онкологічних та аутоімунних захворювань, інколи показує ефективність, коли інші методи лікування зазнали невдачі.
- Інші ліки, такі як алемтузумаб, залишаються експериментальними.[11]

## Прогноз
Процес одужання після анти-NMDA енцефаліту може тривати багато місяців. Симптоми зникають в зворотному порядку: пацієнт може знову почати відчувати психоз, таким чином багато людей помилково вважають що хворий не одужує. Поки процес одужання триває, психоз проходить. І нарешті, соціальна поведінка людини та працездатність почнуть поліпшуватися.

## Епідеміологія
Число нових випадків за рік є невідомим. Згідно даних Каліфорнійського Проекту  Енцефаліту, захворювання має більш високий рівень виникнення, ніж окремі вірусні аналоги у пацієнтів молодше 30 років. Найбільша вибірка пацієнтів на сьогоднішній день складає 577 пацієнтів з Анти-NMDA енцефалітом. Епідеміологічні дані були обмежені, але це дослідження найкраще показує поширеність захворювання. Було встановлено, що у жінок це захворювання виникає значно частіше, у 81 % випадків пацієнтами були жінки. Початок захворювання схиляється до дитячого віку, медіана віку діагностики — 21 рік. Більше третини випадків становили діти, в той час як лише 5 % випадків становили хворі віком старше 45 років. Це ж дослідження показало, що 394 з 501 пацієнтів (79 %) показали хороший результат за 24 місяці. 30 пацієнтів (6 %) померли, а інші залишилися дефіцитом різного ступеню (від легкого до важкого). Дослідження також підтвердили, що у даний стан виникає частіше у азіатів чи людей з африканським походженням.

## Соціум і культура
Ймовірно, в історичних свідченнях цей стан описувався як демонічна одержимість.
Журналістка New York Post  Сюзанна Кахалан написала книгу під назвою Мозок у вогні: мій місяць безумства про свій досвід з цією хворобою.
У 2016 році за цією книгою вийшов художній фільм «Мозок у вогні» (США), присвячений перебігу, труднощам діагностування та лікуванню цього захворювання.
Службовець з Dallas Cowboys  Amobi Okoye провів 17 місяців змагаючись з NMDA-енцефалітом. В додаток до трьохмісячної медикаментозно-індукованої коми, він пережив 145 днів втрати пам'яті і скинув 78 фунтів. Повернувся до роботи в жовтні 23, 2014.
Кнуту, білому ведмедю з берлінського зоопарку, який помер 19 березня 2011 року був встановлений діагноз анти-NMDA енцефаліт в серпні 2015 року. Це був перший випадок виявлення в захворювання серед тварин.